# Teamsters

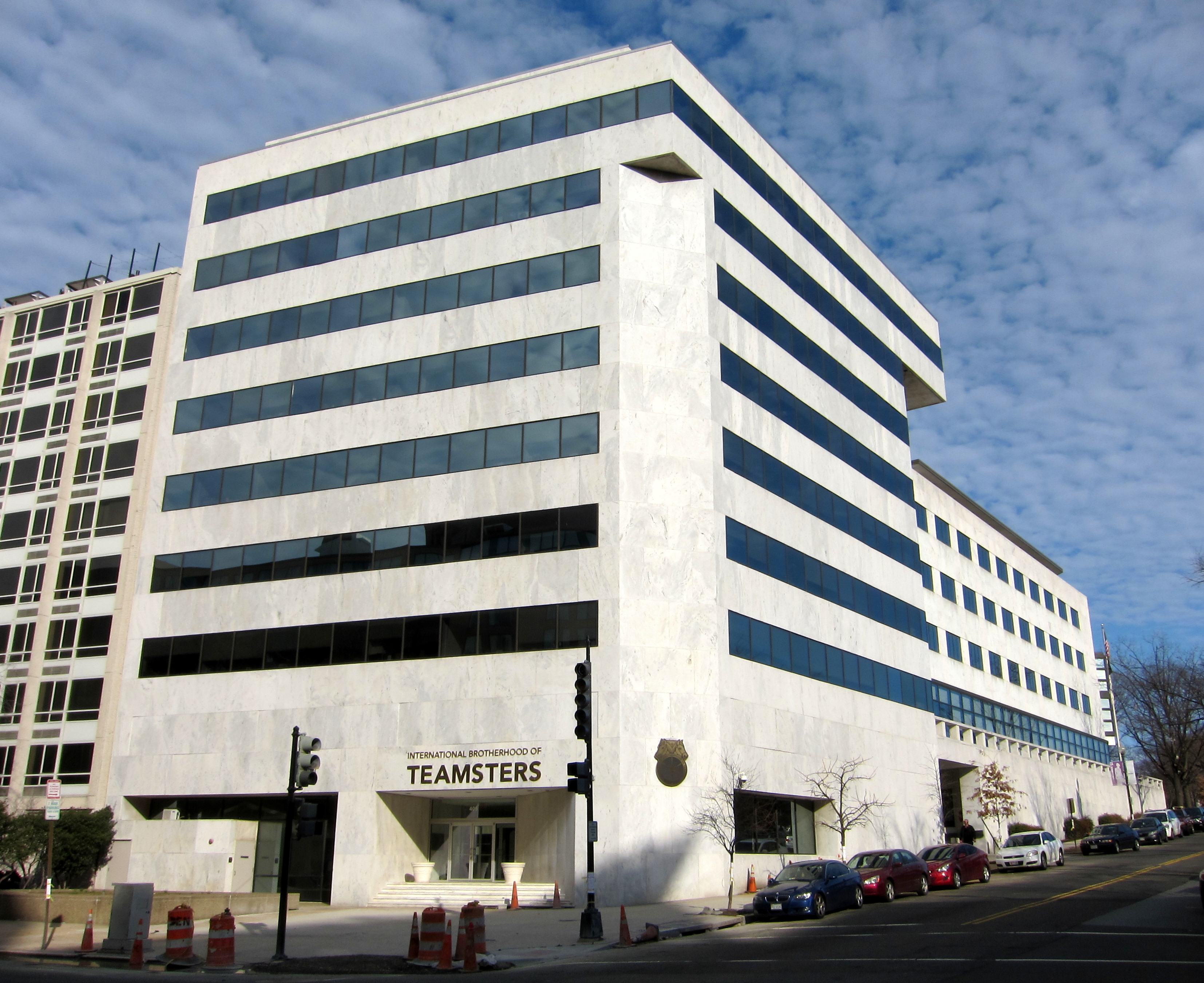
Teamsters huvudkontor i Washington, D.C.

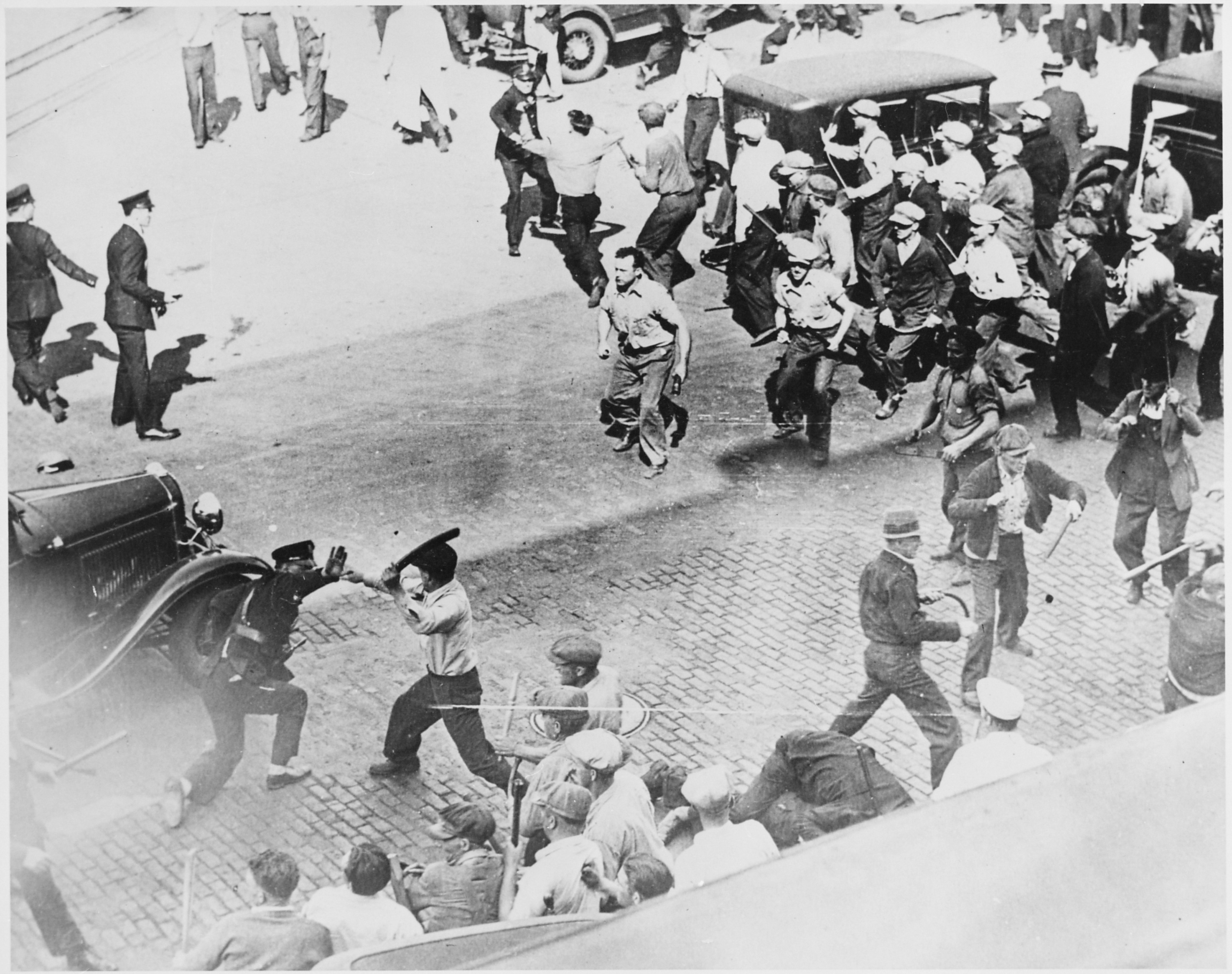
Teamsters i strejkkravall, beväpnade med järnrör, möter kravallpolis i Minneapolis, juni 1934.

International Brotherhood of Teamsters, Chauffeurs, Warehousemen and Helpers of America, vanligen bara Teamsters, är ett av USA:s största fackförbund. Ursprungligen var en teamster en person som arbetade som kusk på en hästdragen kärra. Det var sådana som bildade förbundet i början av 1900-talet och därav föll sig namnet naturligt.
Teamsters bildades officiellt 1903 i Niagara Falls, när flera grupper som representerade teamsters gick samman. På 1920-talet började man även organisera lastbilschaufförer. Under depressionen och andra världskriget växte förbundet starkt. 1949 hade man 1 miljon medlemmar.
På Teamsters kongress 1957 i Miami Beach valdes Jimmy Hoffa till ordförande i förbundet, vilket vid det här laget hade 1,5 miljoner medlemmar. Under de två därpå följande decennierna hade Hoffa problem med rättvisan vid ett flertal tillfällen, han misstänktes även ha band till den organiserade brottsligheten. Detta ledde till att många medlemmar lämnade förbundet.
Liksom många andra fackförbund har Teamsters haft en nedgång av antalet medlemmar under en lång följd av år. Teamsters leddes 1999–2022 av Jimmy Hoffas son James P. Hoffa. Sedan 2022 är Sean O'Brien förbundets ordförande.